# Souimanga sombre
Aethopyga saturata
Espèce
Statut de conservation UICN

LC : Préoccupation mineure
Le Souimanga sombre (Aethopyga saturata) est une espèce de passereaux de la famille des Nectariniidae. 

## Répartition et sous-espèces
Selon la classification de référence du Congrès ornithologique international (15.1, 2025) :
- A. s. saturata (Hodgson, 1836) — Himalaya ;
- A. s. assamensis (Horsfield, 1840) — massif de Purvanchal (en) ;
- A. s. galenae Deignan, 1948 — Thai highlands (en) ;
- A. s. petersi Deignan, 1948 — sud de la Chine et nord de l'Indochine ;
- A. s. sanguinipectus Walden, 1875 — sud-est de la Birmanie ;
- A. s. anomala Richmond, 1900 — péninsule Malaise (nord) ;
- A. s. wrayi Sharpe, 1887 — péninsule Malaise (sud) ;
- A. s. ochra Deignan, 1948 — plateau des Bolovens et centre du Viêt Nam ;
- A. s. johnsi Robinson & Kloss, 1919 — plateau du Lang Bian (en)
- A. s. cambodiana Delacour, 1948 — chaîne des Cardamomes.

## Classification
Le nom valide complet (avec auteur) de ce taxon est Aethopyga saturata (Hodgson, 1836).
L'espèce a été initialement classée dans le genre Cinnyris sous le protonyme Cinnyris saturata Hodgson, 1836
Ce taxon porte en français le nom vernaculaire ou normalisé suivant : Souimanga sombre.